# Siemiatycze
Siemiatycze [ɕɛmʲaˈtɨt͡ʂɛ] (litauisch Semiatičė; belarussisch Sjamjatytschy) ist eine Stadt in der Woiwodschaft Podlachien, Polen. Sie ist Hauptort des Powiat Siemiatycki und bildet eine Stadtgemeinde.

## Geographische Lage
Die Stadt liegt im mittleren Osten Polens etwa 30 Kilometer westlich der Staatsgrenze zu Belarus.

## Geschichte

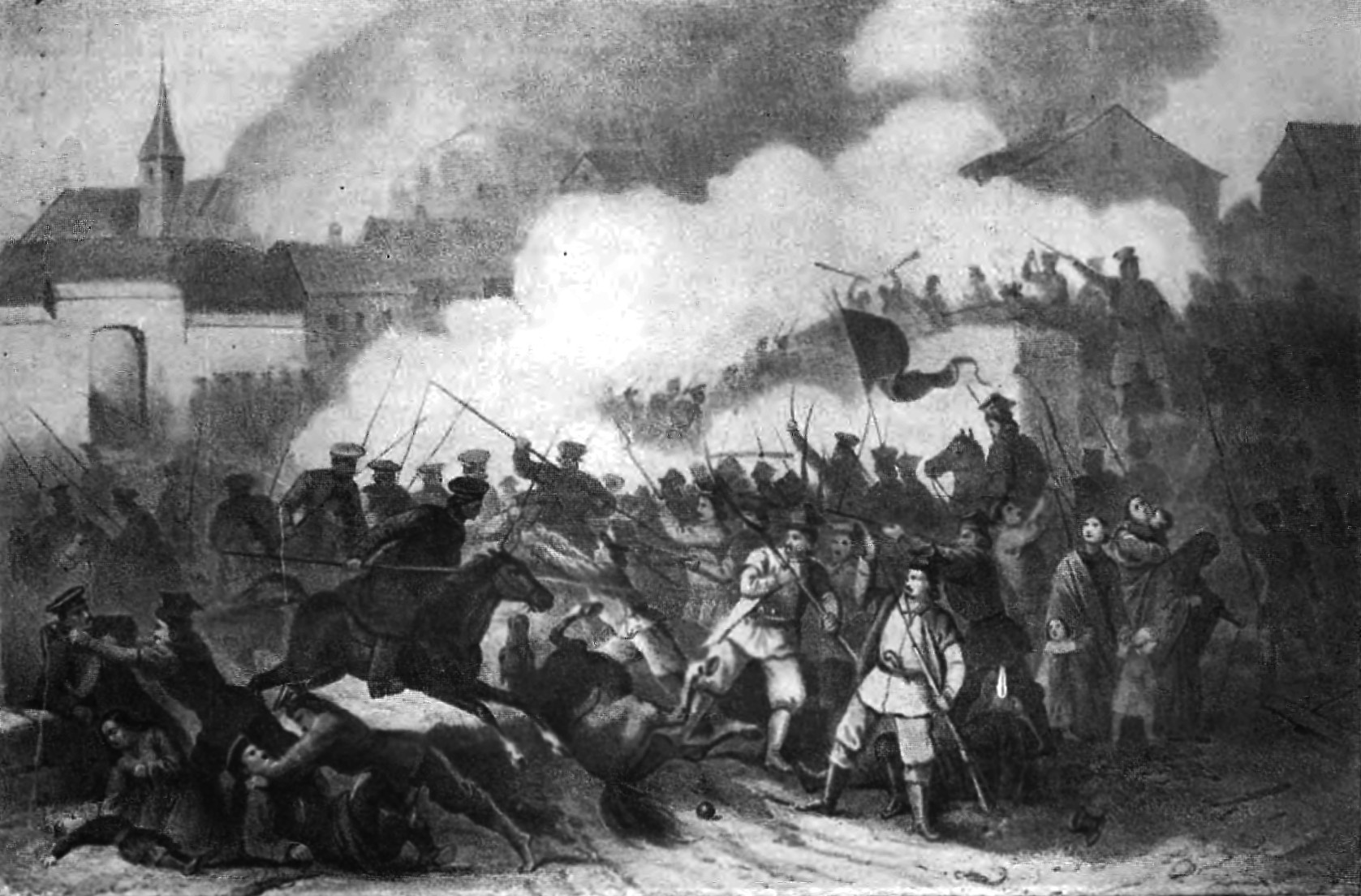
Schlacht bei Siemiatycze (1863)

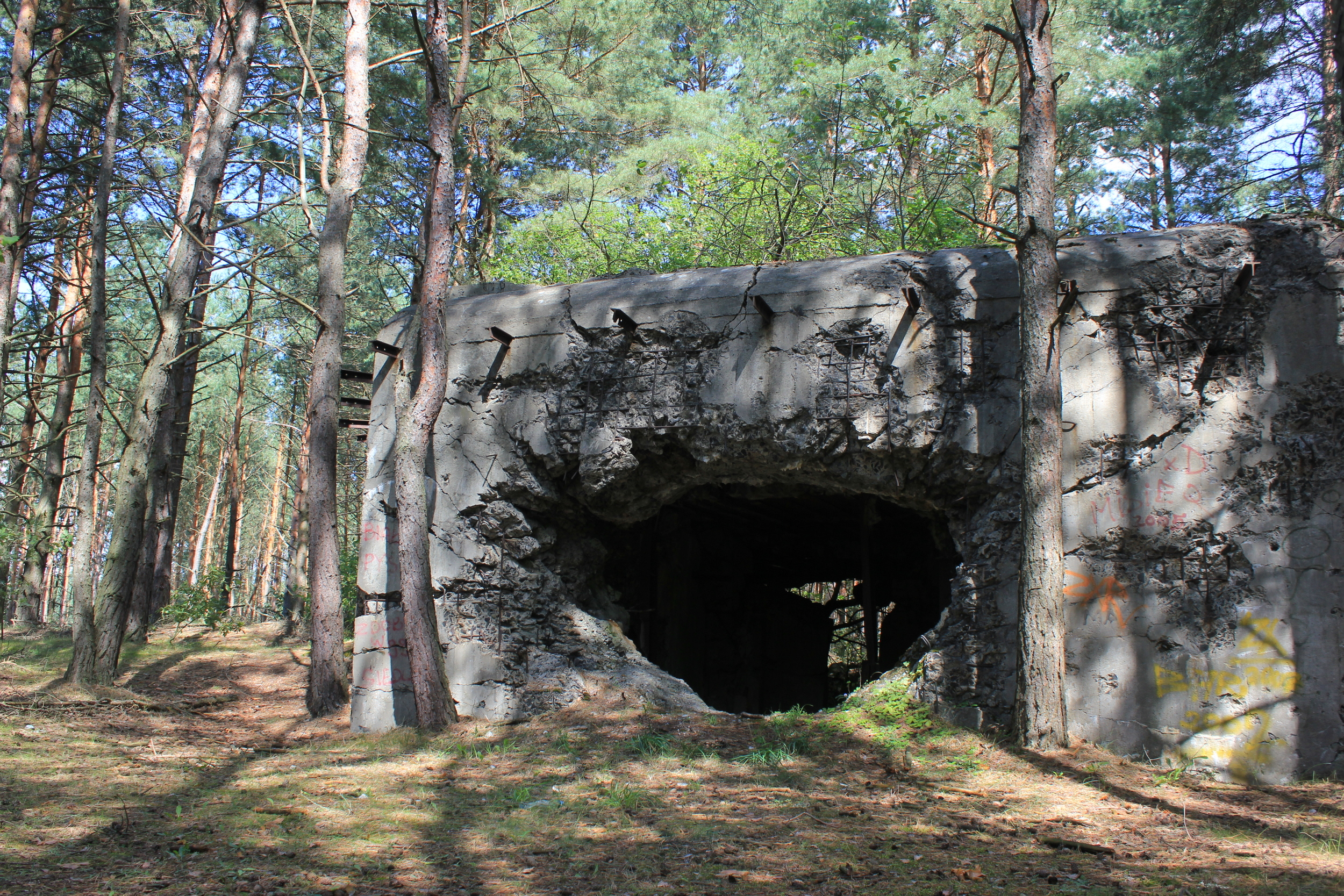
Bunker der Molotow-Linie im Wald bei Siemiatycze

Die erste urkundliche Erwähnung des Ortes erfolgte Anfang des 15. Jahrhunderts. 1542 verlieh König Zygmunt II. August Siemiatycze das Stadtrecht, verbunden mit dem Recht, Märkte und Jahrmärkte abzuhalten. Ihre Blütezeit hatte die Stadt im 18. Jahrhundert. Die Sozialreformerin Anna Jabłonowska ließ 1772 ein neues Rathaus errichten. Bei der Dritten Teilung Polens 1795 wurde Siemiatycze Teil Preußens, 1807 Russlands. 
Beim Januaraufstand fand bei Siemiatycze am 6./7. Februar 1863 die größte Schlacht zwischen den aufständischen Polen und der russischen Armee statt. Dabei wurde die Stadt zu großen Teilen zerstört. Zu den zerstörten Gebäuden gehörte auch der Palast, welcher nicht wieder aufgebaut wurde.
Zu Beginn des Zweiten Weltkriegs wurde Siemiatycze am 8./9. September 1939 von der Luftwaffe bombardiert. Am 11. September marschierten Teile des XIX. Armeekorps der Heeresgruppe Nord in die Stadt ein. Am 17. September zog sich die Wehrmacht wieder zurück und übergab das Gebiet gemäß dem Hitler-Stalin-Pakt der Roten Armee, welche die neue Grenze mit der Molotow-Linie befestigte. Beim Überfall auf die Sowjetunion besetzten die Deutschen 1941 die Gegend erneut. Die Wehrmacht richtete ein Ghetto für die Juden ein, welche später größtenteils im Vernichtungslager Treblinka ermordet wurden.
Ende des 19. Jahrhunderts waren etwa 75 Prozent der Bevölkerung israelitischen Glaubens. 1939 lebten in Siemiatycze etwa 7000 Juden. Nach dem Zweiten Weltkrieg hatte die Stadt nur noch etwa 4000 Einwohner.

## Städtepartnerschaften
- Castrolibero (Italien)
- Zehdenick (Deutschland)
- Pastawy (Weißrussland)

## Bauwerke
- Barocke Kirche aus dem 17./18. Jahrhundert
- Orthodoxe Kirche aus dem 19. Jahrhundert
- Ehemalige Synagoge aus dem 19. Jahrhundert
- Zwei Friedhofskapellen aus dem 19. Jahrhundert
- Soldatenfriedhof für die Gefallenen des Ersten Weltkriegs

## Bildung
In Siemiatycze gibt es zwei Grundschulen, drei Mittelschulen (polnisch gimnazjum) und ein allgemeines Gymnasium (polnisch liceum ogólnokształcące).

## Verkehr
Der ÖPNV in Siemiatycze ist ab November 2024 kostenlos.
Der Bahnhof Siemiatycze befindet sich acht Kilometer südöstlich der Stadt an der Bahnstrecke Siedlce–Czeremcha.

## Söhne und Töchter der Stadt
- Monika Buchowiec (* 1982), polnische Schauspielerin
- Dariusz Kowalski (* 1963), polnischer Schauspieler
- Marek Antoni Nowicki (* 1953), Vorsitzender der Helsinki-Stiftung für Menschenrechte.

## Landgemeinde
Die Landgemeinde  Siemiatycze, zu der die Stadt Siemiatycze selbst nicht gehört, hat eine Fläche von 227,14 km², auf der (Stand: 31. Dezember 2020) 6026 Menschen leben.